# Pjotr Alexandrowitsch Samonow

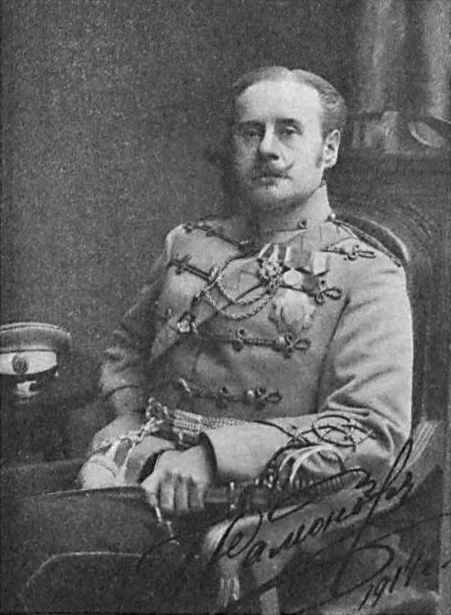
Pjotr Alexandrowitsch Samonow (1914)

Pjotr Alexandrowitsch Samonow (russisch Пётр Александрович Самонов; * 2. Februarjul. / 14. Februar 1863greg. in Sterlitamak; † 1930er Jahre) war ein russischer Offizier und Bildhauer.

## Leben
Samonow stammte aus einer Erbadelsfamilie des Gouvernements Kiew. Er erhielt eine häusliche Erziehung und besuchte die Realschule.
Ab 1884 beschäftigte sich Samonow mit Bildhauerei und erlernte die Techniken in Bildhauerwerkstätten. 1885 reiste er nach Paris, um die Herstellung von Kunst zu studieren. 1886–1887 studierte er in St. Petersburg als Gasthörer an der Kaiserlichen Akademie der Künste  in der Bildhauerei-Klasse.
Im Mai 1889 trat Samonow in den Dienst der Kaiserlich Russischen Armee. Er absolvierte die Twerer Kavallerie-Junkerschule und kam in das 9. Elisabethgrad-Dragoner-Regiment. Er wurde 1893 Kornett, 1898 Porutschik und 1899 Stabsrittmeister. 1903 erhielt er den Orden des Heiligen Wladimir III. Klasse. Im Januar 1905 wurde er zum Hauptstab versetzt und wurde Assistent des Büroleiters mit Beförderung zum Rittmeister im Dezember 1905. Im November 1907 wurde er in sein Dragonerregiment zurückversetzt. Samonow war Offizier-Inspektor des Militärpferde-Rajons Mariupol. Er gründete ein Regimentsmuseum und beteiligte sich an der künstlerischen Gestaltung von Regimentsfesten. Im September 1908 wurde er mit Pension aus dem Dienst entlassen.
Samonow ließ sich in St. Petersburg nieder und widmete sich der Bildhauerei. 1910 gewann er mit seinem Projekt den Wettbewerb für den Bau eines Denkmals für den General Michail Skobelew, an dem sich 27 Bildhauer beteiligt hatten. Die sechsköpfige Jury bestand aus Architekten und Militärs. In täglicher Arbeit schuf Samonow das Pferd mit Reiter, 14 Soldaten, 11 Basreliefs mit den Heldentaten des Feldherrn und 4 Laternen. Die fertigen Teile gab er immer sogleich zum Abguss an die Bronze-Gießerei Moran. Die Arbeiten für das Denkmal waren im März 1912 abgeschlossen, und im Juni 1912 wurde das Denkmal in Moskau auf dem Twerer Platz feierlich eingeweiht, worauf der Platz den Namen Skobelews erhielt. Nach der Oktoberrevolution wurde das Denkmal im April 1918 demontiert.
Anlässlich des 200. Jahrestags der Schlacht bei Poltawa 1709 initiierte die Russische Militärhistorische Gesellschaft mit Unterstützung russischer patriotischer Organisationen in Kiew einen Wettbewerb zum Bau eines Denkmals in Kiew für den Generalrichter Wassili Kotschubei und den Oberst Iwan Iskra, die Peter I. vor der Schlacht bei Poltowa den Verrat des Hetmans der Saporoger Kosaken Iwan Masepa berichtet hatten. Die Baukommission wurde von dem Archimandriten Adrian des Kiewer Michaelsklosters geleitet. Samonow gewann den Wettbewerb und schuf das Denkmal, das 1914 enthüllt wurde. Nach der Oktoberrevolution wurde das Denkmal im Frühjahr auf Befehl der Behörden der Ukrainischen Volksrepublik demontiert. Auf dem Sockel wurde eine Gips-Statue Iwan Masepas aufgestellt, die dann im Bürgerkrieg von weißen Denikin-Truppen oder polnischen Truppen entfernt wurde. Nach der Etablierung der Sowjetmacht wurde der Sockel das Denkmal der Arbeiter des Arsenalwerks.
Samonows Skulpturen eines Kosaken des Ataman-Leibgarde-Regiments zu Beginn der Regierung Alexanders III. und eines Pfeife rauchenden Kosaken befinden sich in der Tretjakow-Galerie.
Samonow unterrichtete 1913–1914 am Kadettenkorps Odessa.
Nach der Oktoberrevolution beteiligte Samonow sich am Bürgerkrieg in den Streitkräften Südrusslands. Mit Resten südrussischer Streitkräfte und Flüchtlingen wurde er im März 1920 aus Noworossijsk evakuiert und emigrierte ins Königreich Jugoslawien. 1923 führte er eine eigene Ausstellung in Werschetz durch. Er ließ sich in Belgrad nieder und beteiligte sich am Leben der russischen Gemeinde. Er nahm an Ausstellungen des Studios russischer Künstler bei Offiziersversammlungen teil und stellte Grafiken und Bronze-Skulpturen aus. Seine Skulptur Angriff der Kosaken wurde 1924 auf der 2. Ausstellung russischer Künstler in der Universität Belgrad ausgestellt. 1928 wurde er Mitglied der Gesellschaft russischer Künstler in Jugoslawien.
Samonow starb in den 1930er Jahren. Seine Frau Olga Michailowna (1872–1941) starb in Belgrad und wurde auf dem Neuen Friedhof begraben.

## Werke (Auswahl)

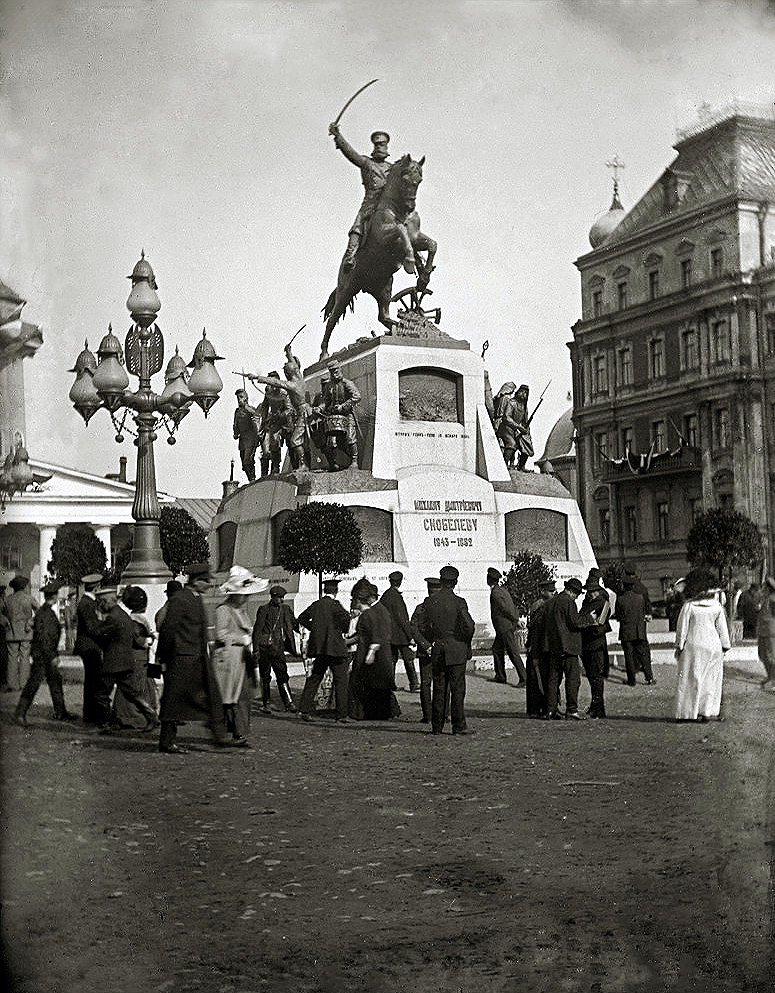
Skobelew-Denkmal, Moskau
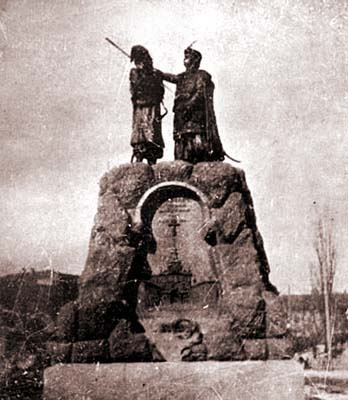
Iskra-Kotschubei-Denkmal, Kiew
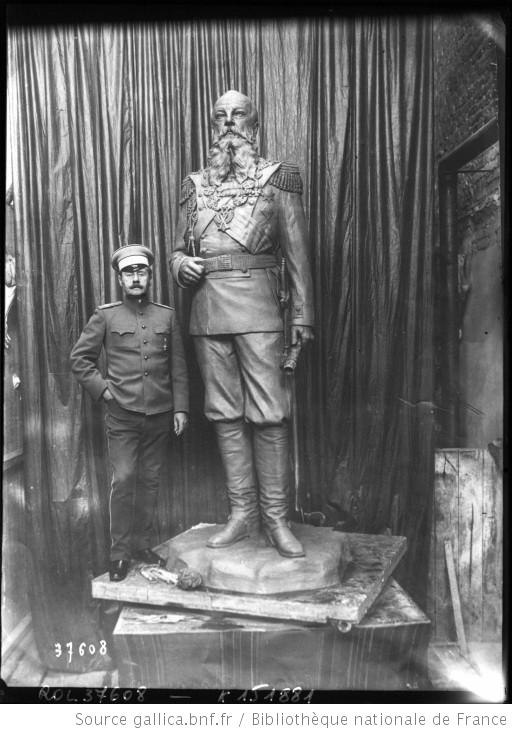
Samonow mit der Statue Großfürst Michael Nikolajewitschs (1914)